# Спомен-гробље војника Црвене армије у Суботици
Спомен-гробље војника Црвене армије у Суботици формирано је у касну јесен 1944. године на православном гробљу у Дудовој шуми. У гробљу је сахрањено више од 300 официра, војника и питомаца Црвене армије, који су учествовали у ослобођењу Суботице и борбама у околини.
Сам спомен-комплекс, смештен на посебној парцели тамошњег Православног гробља, састоји се од обелиска – пирамидалног споменика (подизаног у периоду од краја 1944. до октобра 1945. године) који заузима централно место, и великог броја појединачних надгробних споменика војницима Црвене армије у форми пирамида, који су се налазили у околини меморијала. 
Централни споменик садржи две посвете: „Слава руским богатирима, потомцима хероја Шипке и Плевне”, којом се совјетски војници представљају као наследници војника царске армије која је водила руско-турски рат 1877—1878. године чиме се и ствара континуитет између борби које је у 19. веку водила руска и у 20. века совјетска армија. Други, пак, натпис поручује ко је био руководилац ове меморијалне акције: „Црвеноармејцима, подофицирима и официрима Трећег Украјинског фронта погинулим у борби против фашизма за слободу отаџбине и ослобођење народа”. 
Аутор је био познати суботички архитекта Фрањо Де Негри, мада, остаје нејасно да ли је подигнут по идејној скици непознатог совјетског инжењера архитектуре. Сам обелиск је грађен од различитог материјала, делимично старог, донесеног са рушевина бомбардоване градске касарне.